# دانيلو لينس
دانيلو لينس هو لاعب كرة قدم برازيلي في مركز الهجوم، ولد في 23 مايو 1986 في ريسيفي في البرازيل. لعب مع نادي مادوريرا.